# 黄花三宝木
黄花三宝木（学名：Trigonostemon lutescens）为大戟科三宝木属的植物，是中国的特有植物。分布于中国大陆的广西等地，多生长在石灰岩山地的灌木林中，目前尚未由人工引种栽培。
其种加词“lutescens”意为“浅黄色的”。
现接受名为黄花三宝木（Trigonostemon fragilis (Gagnep.) Airy Shaw, 1978）。